# Coulonges-les-Sablons
Coulonges-les-Sablons és un municipi francès situat al departament de l'Orne i a la regió de Normandia. L'any 2007 tenia 398 habitants.

## Demografia

### Població
El 2007 la població de fet de Coulonges-les-Sablons era de 398 persones. Hi havia 172 famílies de les quals 48 eren unipersonals (24 homes vivint sols i 24 dones vivint soles), 68 parelles sense fills, 44 parelles amb fills i 12 famílies monoparentals amb fills.
La població ha evolucionat segons el següent gràfic:
Habitants censats

### Habitatges
El 2007 hi havia 247 habitatges, 175 eren l'habitatge principal de la família, 64 eren segones residències i 8 estaven desocupats. 232 eren cases i 14 eren apartaments. Dels 175 habitatges principals, 137 estaven ocupats pels seus propietaris, 32 estaven llogats i ocupats pels llogaters i 6 estaven cedits a títol gratuït; 4 tenien una cambra, 21 en tenien dues, 37 en tenien tres, 50 en tenien quatre i 62 en tenien cinc o més. 159 habitatges disposaven pel capbaix d'una plaça de pàrquing. A 70 habitatges hi havia un automòbil i a 89 n'hi havia dos o més.

### Piràmide de població
La piràmide de població per edats i sexe el 2009 era:
| Homes | Edats   | Dones |
| ----- | ------- | ----- |
| 0     | 95 o +  | 0     |
| 0     | 90 a 94 | 8     |
| 4     | 85 a 89 | 8     |
| 0     | 80 a 84 | 4     |
| 4     | 75 a 79 | 12    |
| 16    | 70 a 74 | 4     |
| 12    | 65 a 69 | 16    |
| 4     | 60 a 64 | 8     |
| 8     | 55 a 59 | 20    |
| 24    | 50 a 54 | 28    |
| 12    | 45 a 49 | 12    |
| 8     | 40 a 44 | 12    |
| 20    | 35 a 39 | 12    |
| 16    | 30 a 34 | 8     |
| 4     | 25 a 29 | 4     |
| 20    | 20 a 24 | 8     |
| 4     | 15 a 19 | 8     |
| 4     | 10 a 14 | 4     |
| 12    | 5 a 9   | 4     |
| 12    | 0 a 4   | 0     |

## Economia
El 2007 la població en edat de treballar era de 256 persones, 196 eren actives i 60 eren inactives. De les 196 persones actives 168 estaven ocupades (88 homes i 80 dones) i 28 estaven aturades (17 homes i 11 dones). De les 60 persones inactives 23 estaven jubilades, 12 estaven estudiant i 25 estaven classificades com a «altres inactius».

### Ingressos
El 2009 a Coulonges-les-Sablons hi havia 174 unitats fiscals que integraven 403 persones, la mediana anual d'ingressos fiscals per persona era de 17.877 €.

### Activitats econòmiques
Dels 15 establiments que hi havia el 2007, 3 eren d'empreses de construcció, 6 d'empreses de comerç i reparació d'automòbils, 2 d'empreses d'hostatgeria i restauració, 1 d'una empresa financera, 2 d'empreses immobiliàries i 1 d'una empresa de serveis.
Dels 4 establiments de servei als particulars que hi havia el 2009, 1 era un paleta, 1 fusteria i 2 restaurants.
L'únic establiment comercial que hi havia el 2009 era una botiga de material esportiu.
L'any 2000 a Coulonges-les-Sablons hi havia 19 explotacions agrícoles que ocupaven un total de 1.650 hectàrees.

## Poblacions més properes
El següent diagrama mostra les poblacions més properes.